# Audes
Audes é uma comuna francesa na região administrativa de Auvérnia-Ródano-Alpes, no departamento Allier.

## Cultura
- Museu Canal de Berry